# Zulu (chanteur mauricien)
Pour les articles homonymes, voir Zulu.
Michel Bavajee (né le 11 mars 1964 à Mahébourg) mieux connu sous le nom de scène Zulu, est un chanteur mauricien. Il a été l'un des créateurs du groupe Blackmen Bluz. Fils d'un gardien de campement et d'une femme de ménage, il exerce par ailleurs dans le domaine de la pêche et du tourisme et possède un bateau comme outil de travail,. 
Il raconte que le surnom de Zulu lui viendrait de sa peau plus foncée et son physique plus africain que celui de ses frères et sœurs,. Le chanteur se considère comme un artiste engagé et n'hésite pas à prendre position sur les sujets qui lui tiennent à cœur à travers ses chansons.

## Biographie
Les premières expériences musicales de Bavajee datent de l'adolescence lorsqu'il participe à quatorze ans à un spectacle du collège et interprète le titre Leaving on the Jet Plane de John Denver. Il apprend ensuite la guitare. Il intègre aussi comme chanteur le groupe du Mauricien Gérard Seeta Ramdoo alors qu'il n'a que seize ans,, et chante dans les hôtels. Insatisfait du salaire qu'il gagne, il s'inscrit à la compétition Star Show organisé par la chaine de télévision nationale MBC dans les années 1980. Il séduit le jury du concours en interprétant La Bohème de Charles Aznavour en version acoustique plutôt que de se faire accompagner par l'orchestre de l'émission,.
Zulu est l'un des initiateurs du groupe Blackmen Bluz fondé en 2008 avec Lionel Permal. Les deux hommes s'étaient rencontrés sur une plage alors que Zulu chantait Black Men Blues, une chanson de sa composition. Le groupe connait un grand succès à l'Ile Maurice, notamment avec ses chansons Gabriella et Tir Bouson, avant de se séparer en 2012. Peu de temps avant la séparation des Blackmen Bluz, Zulu créé le Sunshine Gang, un groupe destiné à promouvoir les talents mauriciens. Il évolue plus tard en un groupe de huit musiciens et donne une cinquantaine de représentations en un an et demi. Zulu le qualifie de « renaissance des Blackmen Bluz. » Un album intitulé Entre mo grove e mo bluz avait été annoncé depuis 2012 d'abord comme album solo de Zulu puis comme collaboration avec le Sunshine Gang mais le projet n'a pour l'instant pas abouti.

## Carrière solo
Le 13 septembre 2013, Zulu sort son premier album solo de 12 titres intitulé Zulu. Il y travaille avec de nombreux artistes mauriciens,,. L'un des titres, Métisse est le fruit d'une collaboration avec le chanteur Mario Ramsamy du groupe Émile et Images et devient l'un des énormes succès de fin d'année à l'Ile Maurice. Classé disque de l'année par la chaine de radio nationale Radio One, Métisse obtient son propre clip en 2014 tourné avec le soutien de l'Office du Tourisme et d'un des hôtels de l'île,,. Malgré le succès du titre, incluant plusieurs millions de vues sur YouTube, il révèle n'en avoir tiré aucun bénéfice, y compris plusieurs années après, une spécificité de la carrière des musiciens à l'île Maurice.
Le lancement de l'album s'est fait au Caudan Waterfront dans la capitale Port-Louis et les spectateurs se déplacent en masse. Une centaine d'exemplaires de l'album ont été écoulés en une journée. La chanteuse britannique Joss Stone s'intéresse au travail de Zulu et le rencontre début avril 2014 lors de sa tournée à l'Ile Maurice. Il accepte son invitation de participer à son concert,. Ils écrivent ensemble la chanson Zilwa en anglais et en créole.
En 2016, après plusieurs années de préparation, Zulu lance un second album, Intimiste, pour lequel 17 titres de style variés ont été initialement enregistrés. Zulu y collabore avec d'autres artistes comme les Mauriciens Menwar, Fanio, The Clarisse Sisters, Damien Elisa et Nadine Bellombre ou encore l'écrivain et homme d'affaires français Paul-Loup Sulitzer,,. L'album inclut le single Seggae Paradise enregistré avec l'Australien d'origine mauricienne Jason Heerah. Le titre avait figuré sur parmi les dix premières chansons du classement "Disque de l'année 2015" de plusieurs radios mauriciennes.
En 2018, Zulu sort son troisième album, Tango Bluz, après deux ans de travail, incluant des collaborations avec des artistes tels que Linley Marthe ou Dave Dario,. Son quatrième album, United Colors, composé de neuf titres, paraît après la pandémie de Covid-19 en août 2021,. Il y exprime notamment les difficultés rencontrés en tant que pêcheur après le naufrage du Wakashio à l'île Maurice et la marée noire qui s'ensuivit en 2020,.